# 北西アジア

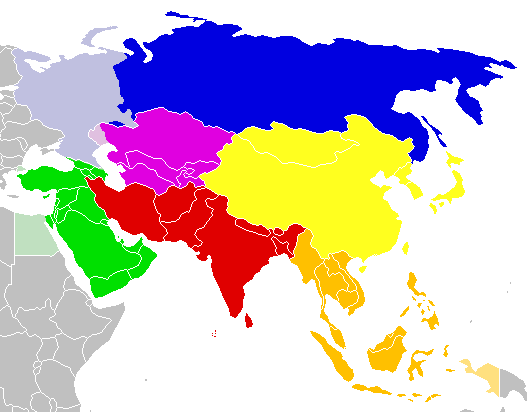
国際連合によるアジアの地域の分類
北アジア
中央アジア
西アジア
南アジア
東アジア
東南アジア

北西アジア（ほくせいアジア）は、アジアの北西部。
明確な定義はないが、ヨーロッパに隣接する、西シベリアやカザフスタン西部を表すことが多い。ザカフカス（ジョージア、アルメニア、アゼルバイジャン）やアナトリア（トルコ）を表すこともある。
ただし、日本の通商産業省に存在した北西アジア課は、これらの地域とは異なり、インド、スリランカ、中華人民共和国、ネパール、パキスタン、バングラデシュ、ブータン、モルディブ、モンゴル、朝鮮、香港、マカオを管轄としていた。